# Гологоловый батрихтис
Гологоловый батрихтис (лат. Batrichthys apiatus) — вид лучепёрых рыб из семейства батраховых. Распространены в юго-восточной части Атлантики и юго-западной части Индийского океана (от бухты Салданья до реки Умтата, Транскей). Длина тела до 10 см. В спинном плавнике 3 жестких луча и 18—20 мягких. В анальном плавнике 14—17 мягких лучей. Донные рыбы. Безвредны для человека и не являются объектами промысла.